# Хофманн, Коринна
Коринна Хофманн (нем. Corinne Hofmann, в замужестве Лепарморийо, нем. Leparmorijo; род. 4 июня 1960, Фрауэнфельд, Тургау, Швейцария) — швейцарка немецкого происхождения, вышедшая замуж за воина из племени масаи. Её автобиография «Белая масаи» была переведена на 30 языков и издана суммарным тиражом более 4 миллионов экземпляров.

## Биография
Коринна Хофманн родилась в Фрауэнфельде, столице кантона Тургау. Её мать была француженкой, отец — немцем. Коринна прошла обучение в кантоне Гларус, а позже открыла собственный магазин подержанных свадебных платьев.
В 1986 году Хофманн отправилась вместе с женихом в путешествие в Кению. Здесь она встретила Лкетингу Лепарморийо, воина из племени масаи, и влюбилась в него. После этого швейцарка рассталась с женихом, продала магазин и переехала жить в пустыню к Лкетинге. 26 июня 1988 года они поженились, Коринна сменила фамилию на Лепарморийо и получила кенийское гражданство.
В Кении Коринна открыла продуктовый магазин. В 1989 году она родила дочь Напираи. Из-за тяжёлых жизненных условий Коринна перенесла несколько опасных заболеваний, в том числе малярию. Согласно автобиографии Коринны, меньше, чем через год её супруг стал проявлять необоснованную ревность по отношению к ней, и она приняла решение вернуться обратно в Швейцарию вместе с дочерью. Она развелась с мужем и уехала от него в 1990 году.
В 1998 году Хофманн опубликовала автобиографию «Белая масаи», которая получила широкую известность и была переведена на 30 языков. После этого Хофманн в 2003 году выпустила продолжение Zurück aus Afrika, в котором описывалась её жизнь в Швейцарии после развода. В 2005 году вышла её третья книга Wiedersehen in Barsaloi, где Хофманн рассказала о возвращении в Кению и встрече с Лкетингой. В 2011 году было опубликовано продолжение Afrika, meine Passion.
Хофманн проживает в Швейцарии и работает продавцом-консультантом в сфере стоматологии.

## Публикации на русском языке
- Белая Масаи. М.: Рипол Классик, 2011 (переизд. 2013)

## Экранизации
- В 2005 году вышел фильм «Белая масаи» немецкого режиссёра Гермины Хунтгебурт[нем.], основанный на одноимённой книге Хофманн. Роль Коринны исполнила Нина Хосс, Лкетинги — Джеки Идо[6].